# 中国—西班牙关系
中国—西班牙关系（西班牙語：Relaciones entre la China y España），又稱中西关系，是指西班牙王国和中華人民共和國之間的雙邊關係，在1973年建立。現時中國稱其關係為「全面戰略夥伴關係」。中国是西班牙在欧盟外的第一大贸易伙伴，在亚洲的主要经贸合作伙伴，也是西班牙在亚洲出口贸易最多的国家。

## 歷史

### 古代
古代中国通过古丝绸之路与西班牙地区建立过贸易联系。14世纪前后中国的丝绸工艺经丝绸之路传播到西班牙巴伦西亚地区。让巴伦西亚在15世纪至17世纪因丝绸产业而空前繁荣，当地产丝绸畅销欧洲各地。明朝时期西班牙商人曾通过马尼拉与中国商人进行商品贸易。

### 中华人民共和国建立后
1973年，雙方宣佈建交。1973年3月9日建交后，开始派遣驻西班牙特命全权大使。自1994年6月29日中国与安道尔公国建交后，驻西班牙大使兼任驻安道尔大使。
在幾次的交流後，雙方關係漸漸變好。

## 經貿關係
雙方2004年的總貿易額為72億美元，在2008年提升至227億美元。2013年，双边贸易额为249.1亿美元，同比增长1.4%。其中中國出口189.3亿美元，同比增长3.8％，进口59.8亿美元，同比下降5.5％。
中國已成為了西班牙第六大的貿易夥伴。
双方签有引渡条约、被判刑人移管条约等協議。
2020年1-6月中国与西班牙双边货物进出口额为1675142.4万美元，同比下降1.6%；其中：中国对西班牙出口商品总值为1214274.6万美元，中国自西班牙进口商品总值为460867.8万美元，中国与西班牙贸易差额为753406.80万美元。1-9月西班牙对华出口贸易总额超过57亿欧元，比去年同期增长19.6%，而其他国家进口西班牙产品的贸易额则低于去年同期水平。
2020年1月至7月，西班牙向中国内地、香港地区出口食品、酒水总额达18亿欧元，比去年同期的10亿欧元上涨80%。以去年全年贸易额（农副产品）计算，中国是西班牙第六大出口国，其中猪肉、葡萄酒、橄榄油均在对华出口中表现出色，西班牙是中国猪肉、橄榄油第一大供应国。
2024年2月，中國同意解除維持了廿多年的西班牙牛肉進口禁令，中國外交部長王毅在西班牙南部科爾多瓦與西班牙外長阿爾瓦雷斯舉行的聯合新聞發布會上表示：“這是個好消息，特別是對西班牙農民來說。”

## 双边投资
2020年，中国投资者在西班牙投资超过3亿欧元，比2019年的6600万欧元同比增长362％。中国铁建还成功收购西班牙知名建筑公司Aldesa，投资额达2.3亿欧元。2020年有超过800家西班牙企业在中国开展业务。

## 互訪
西班牙王室成員曾多次訪問中國。费利佩六世作为王储期间曾多次访华。同樣的，時任中国国务院总理温家宝也曾会见了西班牙王储费利佩·德博尔冯－格雷西亚。国家主席胡锦涛在2005年应西班牙国王胡安•卡洛斯一世的邀请下也到了西班牙訪問。
|                  | 西班牙拥有悠久的历史和灿烂的文化，西班牙人民为人类文明进步作出了杰出贡献。中西两国人民的友好交往源远流长。建交32年来，两国政治关系不断巩固，经贸合作成果丰硕，各领域交流合作日益加强。中国高度重视发展同西班牙的关系，愿进一步深化双边互利合作，更好地造福两国人民。 |
| ——国家主席胡锦涛 | |

## 外部連結
| - 中國駐西班牙大使館官方網站（简体中文）（西班牙文） - 中國駐西班牙大使館經濟商務處官方網站（简体中文） - 中國駐巴塞羅那總領事館官方網站（简体中文）（西班牙文） | - 西班牙駐華大使館官方網站（简体中文）（西班牙文） - 西班牙駐上海總領事館官方網站（英文）（西班牙文） - 西班牙駐香港總領事館官方網站（繁體中文）（英文）（西班牙文） |